# 赛景初
赛景初（?—?），元朝回回词人，赛典赤·赡思丁曾孙，江浙行省平章事乌马儿之子。
赛景初擅长书法，幼年即跟随康里巎巎学书。书法极为工妙，深得师长嘉许。官至常熟判官。元末民变，赛景初依附张士诚，作为武官。张士诚失败后，赛景初隐居杭州，以卖字为生。明朝洪武年间，在杭州西湖旁病逝。他也是元曲作家，善于作曲，《录鬼簿续编》有传。